# Герб на Туркменистан
Гербът на Туркменистан (от хералдическа гледна точка – емблема) е съзаден, когато страната получава независимост от Съветския съюз през 1991 г. Гербът е във формата на осемлъчевата звезда на Руб Ел Хизб (۞), която е символ на исляма. От 1992 г. до 2003 г. е използван закръглен вариант на герба.

## Герб на Туркменска ССР
Туркменската ССР е създадена през 1925, като преди това е била автономна република на Руската СФСР. Както другите съветски републики, така и тя приема емблема, аналогична на тази на СССР.